# Przemysław Edgar Gosiewski
Przemysław Edgar Gosiewski (Słupsk; 12 de Maio de 1964 — 10 de abril de 2010) foi um político da Polónia. Ele foi eleito para a Sejm em 25 de Setembro de 2005 com 31253 votos em 33 no distrito de Kielce, candidato pelas listas do partido Prawo i Sprawiedliwość.
Ele também foi membro da Sejm 2001-2005.
Foi uma das vítimas do acidente do Tu-154 da Força Aérea Polonesa.